# Мьюинг
Мью́инг (англ. Mewing) — форма тренировки положения рта, которая якобы улучшает структуру челюсти и лица. Она была названа в честь Майка и Джона Мью, противоречивых британских ортодонтов, которые создали эту технику как часть практики под названием «ортотропия». Она заключается в размещении языка на нёбе и применении давления с целью изменения структуры челюстей. Ни одно заслуживающее доверия научное исследование никогда не подтверждало эффективность ортотропии.

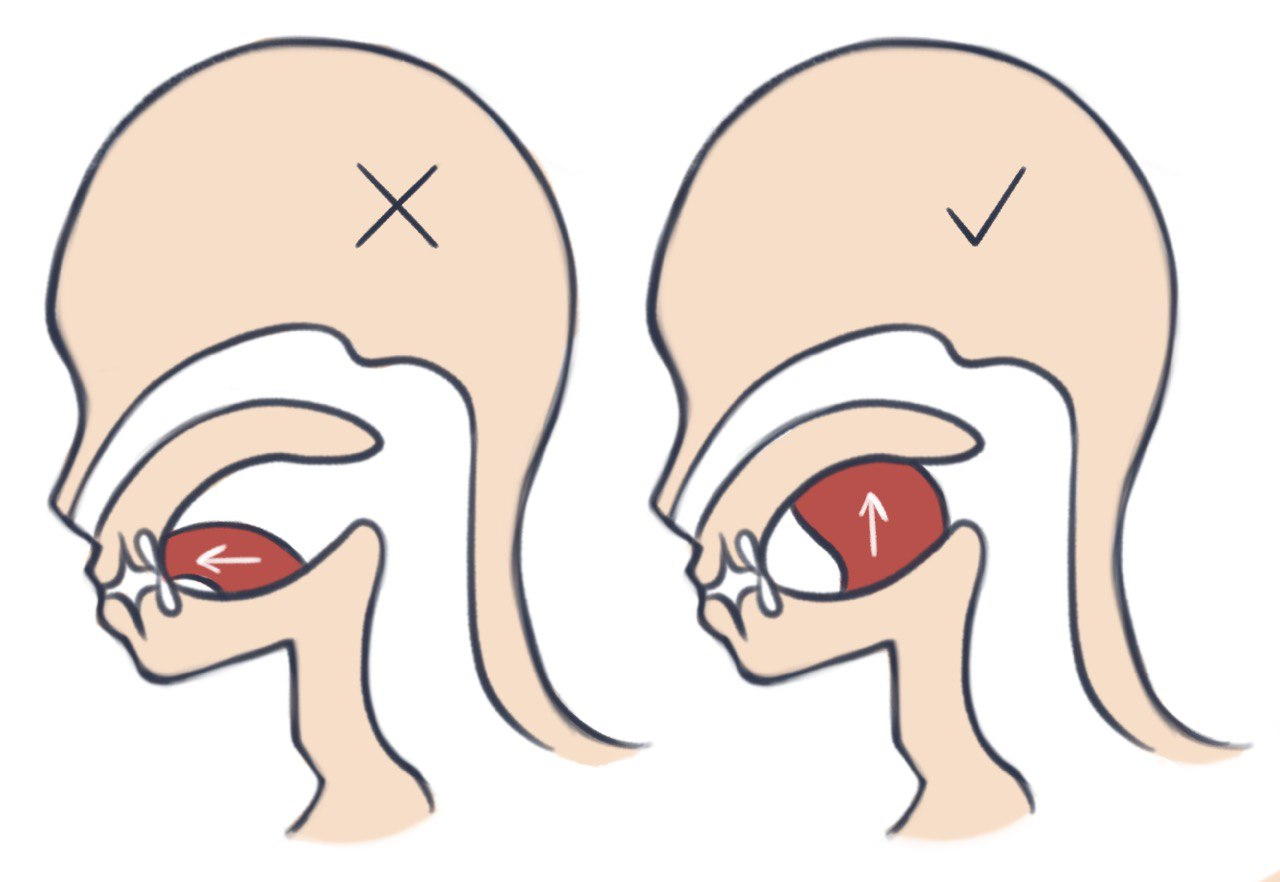
Как правильно должен располагаться язык по версии Джона и Майка Мью (справа)

Многие ортодонты считают, что мьюинг не имеет доказательств в качестве жизнеспособной альтернативы ортогнатической хирургии. Майк Мью был исключен из Британского ортодонтического общества, ему грозит слушание по делу о неправомерном поведении за нанесение вреда детям, прошедшим его лечение.
По словам челюстно-лицевого хирурга Пола Кокеанчига, «мьюинг и жевание не вносят структурных изменений в челюсть или не приносят никакой другой пользы для здоровья», добавив: «Поможет ли жевание кости вашей собаке вырастить большую челюсть?». В 2019 году мьюинг получил широкое освещение в СМИ из-за его вирусности в социальных сетях, особенно в субкультурах инцелов и луксмаксинга, пиком популярности интернет-мема стал 2023 год.

## Побочные эффекты
Мьюинг может потенциально вызвать боль в височно-нижнечелюстном суставе, смещение верхней и нижней челюсти или зубов, а также может вызвать шум в ушах.

## В популярной культуре
Техника использовалась как интернет-мем. Данные Google Trends указывают на рост глобального интереса и популярности «мьюинга» с января 2019 года. В 2023 году техника получила широкое распространие в ТикТоке в качестве мема, молодые люди проводили пальцем по массивным подбородкам и выдающимся скулам. Согласно статье в The Independent за 2024 год, некоторые школьные учителя говорят, что ученики жестикулируют линией подбородка, повторяя мем из ТикТока, и не хотят отвечать на вопросы.